# St. Libory
St. Libory – jednostka osadnicza w Stanach Zjednoczonych, w stanie Nebraska, w hrabstwie Howard.